# Denton (North Carolina)
Denton is een plaats (town) in de Amerikaanse staat North Carolina, en valt bestuurlijk gezien onder Davidson County.

## Demografie
Bij de volkstelling in 2000 werd het aantal inwoners vastgesteld op 1450.
In 2006 is het aantal inwoners door het United States Census Bureau geschat op 1480, een stijging van 30 (2,1%).

## Geografie
Volgens het United States Census Bureau beslaat de plaats een oppervlakte van
4,6 km², geheel bestaande uit land. Denton ligt op ongeveer 208 m boven zeeniveau.

## Plaatsen in de nabije omgeving
De onderstaande figuur toont nabijgelegen plaatsen in een straal van 28 km rond Denton.